# Kulturadäquanz
Kulturadäquanz ist vom Ursprung her ein juristischer Terminus, der aus den Substantiven „Kultur“ und dem vom Adjektiv „adäquat“ (angemessen, entsprechend) abgeleiteten juristischen Fachbegriff „Adäquanz“ gebildet ist.
Das Erfordernis der „Kulturadäquanz“ wurde im sog. Tabakbeschluss des Bundesverfassungsgerichts formuliert, um praktische Grenzen der grundgesetzlich garantierten Religionsfreiheit festzulegen. Danach sollte vom Grundgesetz her die Religionsfreiheit nur insofern garantiert sein, als sie mit den Vorstellungen moderner Kulturvölker vereinbar ist. Diese „Kulturadäquanzklausel“ blieb aus verschiedenen Gründen umstritten und wird heute wohl mehrheitlich nicht als „Bestandteil des grundgesetzlichen Religionsbegriffs“ betrachtet.
Gegenwärtig ist die Frage der Kulturadäquanz durch die verstärkte Anwesenheit von Anhängern nichtchristlicher Weltreligionen in Deutschland wieder relevant. Angesichts dieser verhältnismäßig neuen Situation stellt Peter Badura die Frage, ob die Forderung nach weltanschaulicher Neutralität des Staates die schematische Gleichbehandlung aller Religionen impliziert, ob nicht Differenzierungen erlaubt sind, die auf die tatsächlichen Differenzen der Religionen und Weltanschauungen zurückzuführen und insofern nicht sachfremd sind.
Auch aus nichtjuristischer kulturwissenschaftlicher Sicht ist das Problem der Kulturadäquanz angesprochen worden.
Wenn man erstens davon ausgeht, dass sich Religionen nicht auf den Status einer Privatsache reduzieren lassen, sondern dass es sich auf Grund ihrer Inhalte um kulturbestimmende Größen handelt, und wenn man darüber hinaus vermutet, dass das Christentum die Kultur Europas und Amerikas stark geprägt hat, wobei auch grundlegende Forderungen der europäischen Aufklärung womöglich von christlichem Gedankengut angeregt sind, dann scheint es berechtigt, von Vertretern anderer Religionen den Nachweis der Kulturadäquanz zu verlangen, bevor ihnen z. B. die Möglichkeit schulischen Religionsunterrichts zugestanden wird. Dem steht das verbreitete Verständnis entgegen, nach dem sich verschiedene Religionen in den moralischen Folgen praktisch nicht unterscheiden, während die dogmatischen Inhalte reine Privatsache sind, über die öffentlich nicht zu reden ist. Dieses monotheistische und säkulare Religionsverständnis, das der Aufklärung durchaus entspricht und beispielhaft in der „Ringparabel“ aus Lessings Nathan der Weise dargelegt ist, kann aber daraufhin befragt werden, ob es der Wirklichkeit der unterschiedlichen Religionen und ihrer Konsequenzen tatsächlich gerecht wird.
Kofi Annan stellt jedem Kulturrelativismus bzw. jeder Kulturadäquanz die Universalität voran: „Die Menschenrechte sind keiner Kultur fremd und in allen Nationen verankert. ... Es ist die Allgemeingültigkeit, die den Menschenrechten ihre Kraft verleiht.“